# Bustul lui Ion Luca Caragiale din Galați
Bustul lui Ion Luca Caragiale din Galați este un monument istoric aflat pe teritoriul municipiului Galați, operă a sculptorului Andrei Ostap.
Bust realizat din piatră artificială pe un soclu simplu. Sculptorul Andrei Ostap s-a folosit de ultima fotografie a lui Caragiale, realizată în 1912. Realizare a sculptorul Andrei Ostap. Dezvelit în 1956.